# Kéniebacoro
El tractat de Kéniebacoro fou un acord entre França i l'estat de Samori Turé, conegut també com a Wassulu (Ouassoulou) o Imperi Manding, signat el 1886.
El governador del territori de l'Alt Senegal, Frey, havia tingut notícies que tota la regió entre Bakel i Kayes s'havia revoltat sota la direcció de Mahmadou Lamine i els rebels havien envaït el Bundu o Bondou on havien massacrat als partidaris de França i que les forces franceses havien patit una greu derrota a Koungel. Frey va haver d'enviar gran part de les seves forces cap a Kayes i va voler pactar la neutralitat amb Samori, encarregant negociacions en aquest sentit al capità Tournier encara que calguessin algunes concessions. Des de Bamako Frey va enviar una ambaixada a Samori que ara era a Kéniebacoro, per convenir les condicions de la pau. Les condicions exigides per França eren la renúncia a tota pretensió a la riba esquerra del Níger que fou acceptada i el 25 de març de 1886 es va signar el tractat de pau de Kéniebacoro que recollia els acords.
Els problemes francesos amb Mahmadou Lamine van provocar el descontentament de Samori amb el tractat i en va renegociar les clàusules: un annex al tractat es va signar el 16 d'abril de 1886, segons el qual l'autoritat francesa seria total a la riba esquerre del Níger, excepte al Bouré i al país manding de Kangaba, del que Samori restaria com a protector si més no nominal; els comandants francesos de Bamako i de Niagassola s'abstindrien de tota acció en aquests dos territoris.
Com a mostra de bona voluntat Samori va permetre que el seu fill preferit, Diaoulé-Karamoko, visités França convidat pel comandant superior. Frey pensava que en veure la potència de França Samori quedaria convençut que li convenia la pau. El jove príncep, de 17 anys, va visitar durant un mes París i altres llocs de França, on fou cobert de regals, honors i atencions.